# وزیر دفاع روسیه
وزیر دفاع روسیه (انگلیسی: Minister of Defence) وزیر مسئول نیروهای مسلح روسیه است، که مدیریت بر وزارت دفاع روسیه را برعهده دارد. وزیر دفاع روسیه توسط رئیس‌جمهور روسیه پس از مشورت با شورای فدراسیون انتخاب و منصوب می‌شود و در طول دوران مسئولیت، به رئیس‌جمهور گزارش می‌دهد.
مارشال هوانوردی یوگنی شاپوشنیکوف آخرین وزیر دفاع اتحاد جماهیر شوروی بود. ژنرال کنستانتین کوبتس در طول کودتای اوت ۱۹۹۱ از رئیس‌جمهور وقت جمهوری سوسیالیستی فدراتیو شوروی روسیه، بوریس یلتسین، حمایت کرد. از ۱۹ اوت تا ۹ سپتامبر ۱۹۹۱، کنستانتین کوبتس وزیر دفاع بود، اگرچه هیچ وزارتخانه‌ای وجود نداشت. این سمت سپس لغو شد.
اولین وزیر دفاع فدراسیون روسیه بوریس یلتسین بود که با حکمی در اواسط مارس ۱۹۹۲ خود را به این سمت منصوب کرد.
در ماه مه ۱۹۹۲، رئیس‌جمهور روسیه بوریس یلتسین، ژنرال پاول گراچف را به سمت وزیر دفاع منصوب کرد. تصمیم گراچف برای همراهی با یلتسین در بحران قانون اساسی روسیه در سال ۱۹۹۳، زمانی که رئیس‌جمهور تانک‌ها را برای گلوله‌باران کاخ سفید (مسکو) و بیرون راندن مخالفانش از پارلمان فراخواند، عملاً شورای عالی روسیه را از فرصت اسمی خود برای سرنگونی اقتدار رئیس‌جمهور محروم کرد. حداقل تا حدودی به همین دلیل، یلتسین با وجود انتقادات شدید از مدیریت گراچف در جنگ اول چچن و به‌طور کلی تشکیلات نظامی روسیه، وزیر دفاع خود را حفظ کرد. در نهایت، پیروزی یلتسین در دور اول انتخابات ریاست جمهوری روسیه در سال ۱۹۹۶، یلتسین را بر آن داشت تا گراچف را برکنار کند.
در مارس ۲۰۰۱، سرگئی ایوانف، که قبلاً دبیر شورای امنیت روسیه بود، توسط رئیس‌جمهور ولادیمیر پوتین به عنوان وزیر دفاع منصوب شد و به اولین وزیر دفاع غیرنظامی غیر یونیفرم پوش روسیه تبدیل شد. پوتین تغییرات پرسنلی در ساختارهای امنیتی روسیه را که همزمان با انتصاب ایوانف به عنوان وزیر دفاع بود، «گامی به سوی غیرنظامی کردن زندگی عمومی» نامید. پوتین همچنین بر مسئولیت ایوانف در نظارت بر اصلاحات نظامی به عنوان وزیر دفاع تأکید کرد. چیزی که پوتین بر آن تأکید نکرد، خدمت طولانی ایوانف در کاگ‌ب و اف‌اس‌بی و درجه ژنرالی او در آن زمان در اف‌اس‌بی بود. چنین افراد وابسته به آژانس‌های نظامی و امنیتی به عنوان سیلوویکی شناخته می‌شوند.
از سال ۲۰۰۲، چهار مارشال زنده اتحاد جماهیر شوروی وجود داشتند. چنین افرادی به‌طور خودکار مشاور وزیر دفاع بودند. مارشال‌های زنده در آن زمان ویکتور کولیکوف، واسیلی پتروف، سرگئی سوکولوف، وزیر دفاع سابق اتحاد جماهیر شوروی و دیمیتری یازوف بودند. یازوف توسط تحلیلگران آمریکایی اسکات و اسکات در سال ۲۰۰۲ به عنوان مشاور اداره (دهم سابق) همکاری‌های نظامی بین‌المللی فهرست شده بود. آخرین نفر از این چهار نفر، یازوف، در فوریه ۲۰۲۰ درگذشت.
شاید اولین وزیر دفاع «واقعی» بدون یونیفرم، آناتولی سردیوکوف بود که در فوریه ۲۰۰۷ منصوب شد. سردیوکوف وزیر سابق مالیات بود و فراتر از دو سال خدمت سربازی‌اش، هیچ گونه ارتباط نظامی یا سیلوویکی نداشت.